# Abel Santos
Abel Santos (San Cristóbal, Venezuela, 1863-Caracas, Venezuela, 1933) fue un abogado y político venezolano. Ejerció como ministro de Hacienda y Crédito Público entre 1909 y 1910, fue consultor jurídico del Ministerio de Relaciones Interiores en 1929 y procurador general de la nación en 1931.

## Vida
Comienza sus estudios secundarios en Mérida graduándose como bachiller en filosofía en 1882. Se inscribe en la Universidad de Los Andes (ULA) donde se gradúa como abogado. También en Mérida realiza estudios de medicina. De nuevo regresa a San Cristóbal donde se residencia y hace ejercicio de su profesión.
Ejerce como ministro de Hacienda y Crédito Público durante uno de los primeros gabinetes del gobierno del presidente Juan Vicente Gómez. Durante el mismo, realiza varios programas de reformas fiscales y financieras, así como también aprueba la nueva Ley de Bancos del año de 1910. Posteriormente a esto, es removido de su cargo lo que lleva a Santos a regresar a San Cristóbal, desde allí criticaría algunos proyectos y contratos tales como el contrato de creación del Banco Nacional y de su subsidiario el Banco Hipotecario Nacional.

### Últimos años
A finales del año siguiente, en 1911, Santos es nombrado como ministro plenipotenciario de Venezuela en Colombia, sin embargo, este cae en desgracia y renuncia al cargo quedándose exiliado. Se residencia en Ocaña donde ejerce como médico y presenta un proyecto de código de comercio para Colombia el cual es aprobado en el país. Es incluido en el decreto de amnistía del 24 de julio de 1925, por lo que regresa a Venezuela donde ejerce nuevamente como abogado y jurista. Mure en 1933.